# Cynog ap Brychan
Cynog fils de Brychan (gallois : Cynog ap Brychan; né c. 434), plus connu sous le nom de Saint Cynog (ancien gallois Kennauc), est un saint et martyr gallois. Ses reliques se trouvent à Merthyr Cynog au Pays de Galles  et sa fête est observée le  7 ou 9 octobre.

## Biographie
Cynog est le fils de Brychan, un prince gallois fondateur éponyme du royaume de Brycheiniog la mère de Cynog est réputée être
Banhadlwedd ferch Banadl, fille d'un prince de Powys, que Brychan aurait séduite ou violée alors qu'il était otage à la cour de son père. Il est réputé être avoir été assassiné sur un mont nommé le Van dans les Brecon Beacons. Ses reliques sont conservées à Merthyr Cynog.
En 1188, Giraud de Barri mentionne qu'il existe certaines reliques constituées par une  torque qui a été portée par Cynog, sans doute comme un  bijou royal. Giraud découvre cette relique en voyageant à travers Brycheiniog et la décrit de manière très détaillée, bien que difficile à interpréter, selon l'avis  de T. D. Kendrick, il s'agit d'un travail d'orfèvrerie probablement gallois ou irlandais de la période viking, c'est-à-dire le Xe siècle ou le XIe siècle.
Le culte de Cynog est principalement célébré au Brycheiniog, à Defynnog, Ystradgynlais, Penderyn, Battle, Llangynog, et  Merthyr Cynog, qui porte son nom et où il est censé avoir été inhumé.

## Liens
- Notice dans un dictionnaire ou une encyclopédie généraliste :   - Dictionary of Welsh Biography